# Hemitaeniochromis
Genre
Hemitaeniochromis est un genre de poissons téléostéens (Teleostei).

## Liste des espèces
Selon FishBase (24 janv. 2017) :
- Hemitaeniochromis brachyrhynchus Oliver, 2012
- Hemitaeniochromis urotaenia (Regan, 1922)